# Окабэ (княжество)
Княжество Окабэ (яп. 岡部藩 Окабэ-хан) — феодальное княжество (хан) в Японии периода Эдо (1649—1871), в провинции Мусаси региона Токайдо на острове Хонсю (современная префектура Сайтама).

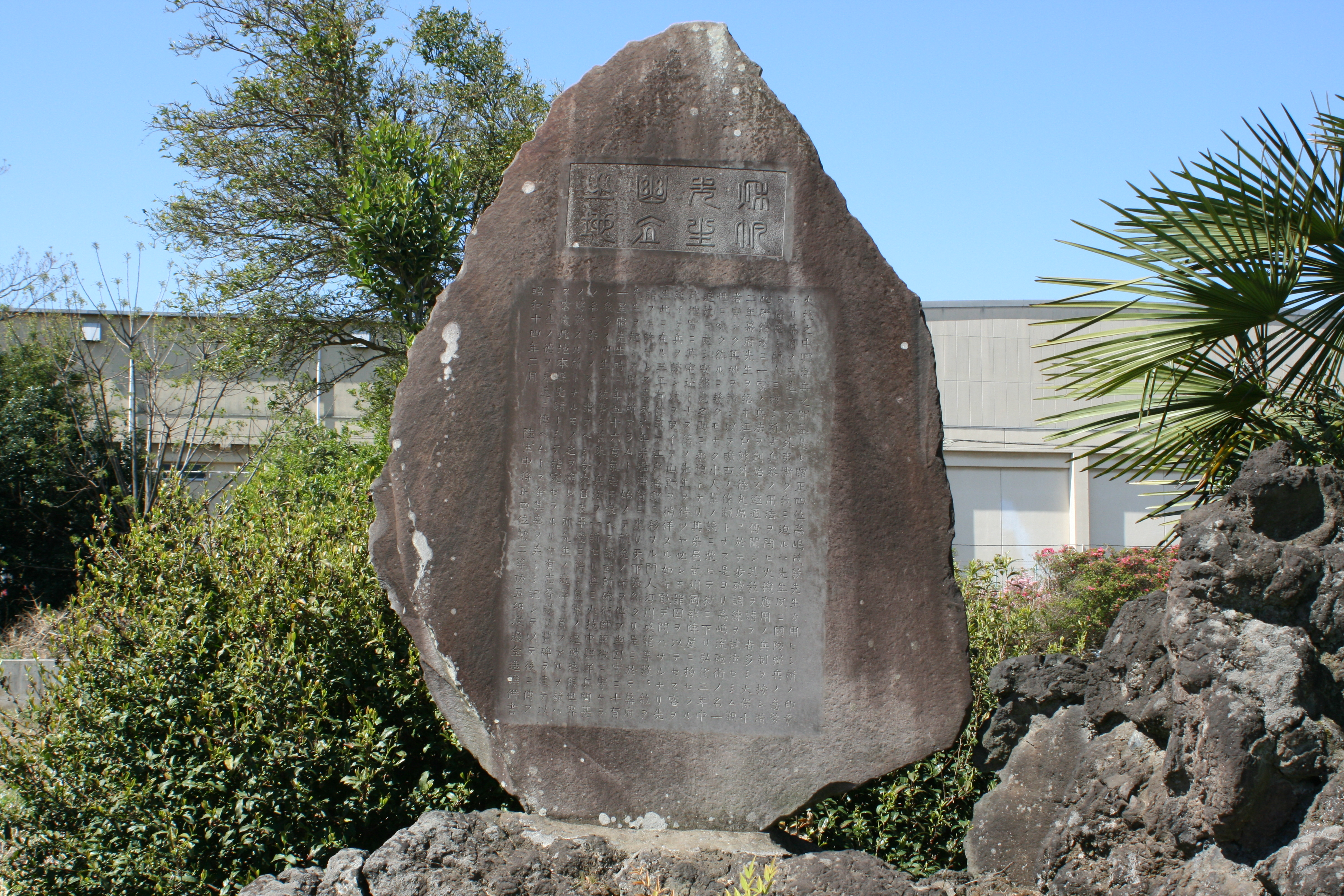
Памятник на местоположении Окабэ jin’ya, административного центра Окабэ-хана, сейчас Фукая, префектура Сайтама

Административный центр хана: Окабэ jin’ya в провинции Мусаси (современный город Фукая, префектура Сайтама).

## История

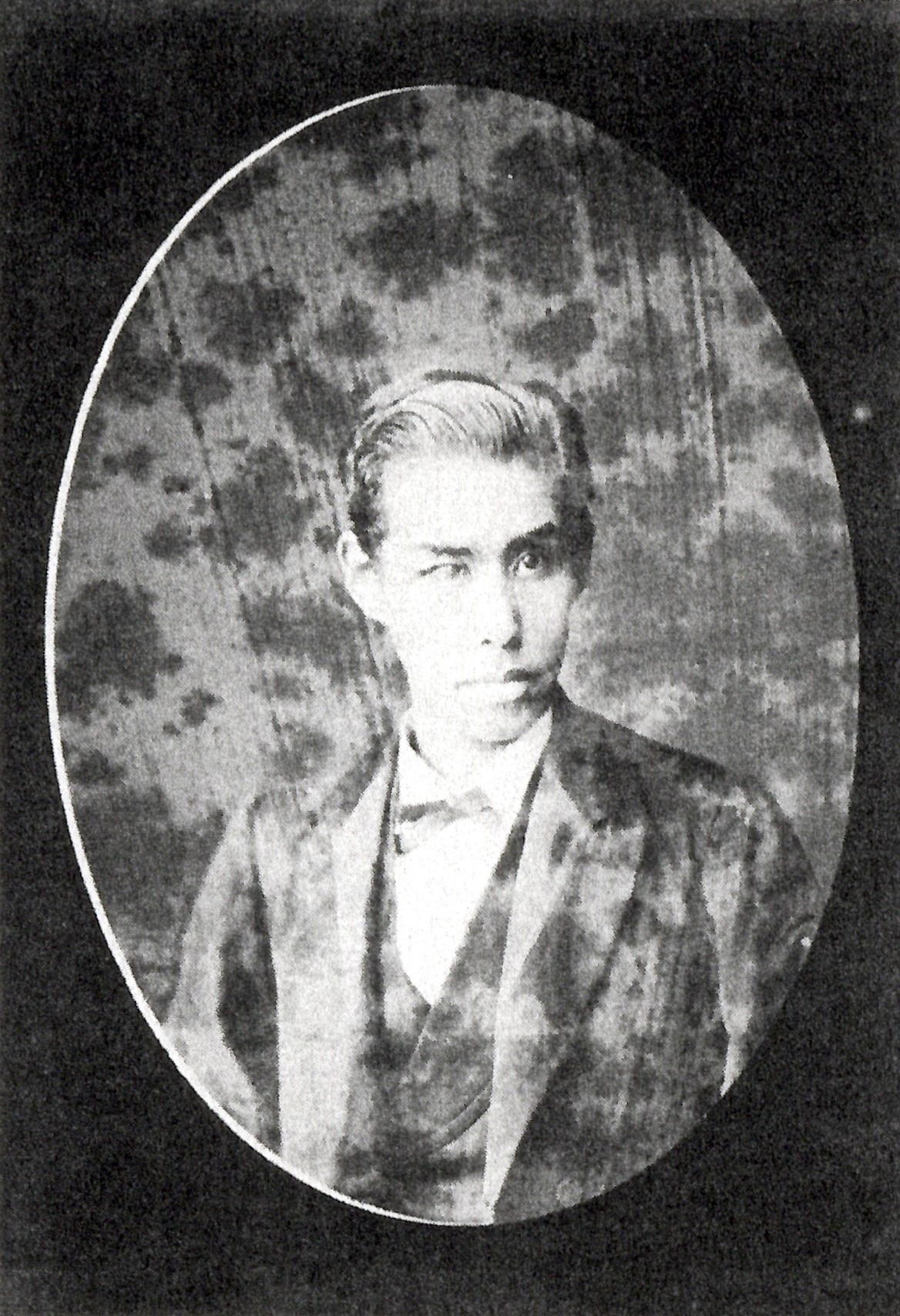
Абэ Нобуоки, 13-й даймё Окабэ-хана (1863—1871)

Первоначально род Абэ был вассалом клана Имагава, а затем он перешел на службу к Токугава Иэясу. Хатамото Абэ Нобумори (5 250 коку) служил под командованием Хонды Масанобу в битве при Сэкигахаре в 1600 году. Во время Осакской кампаний он служил сёгуну Токугаве Хидэтаде, но не получил увеличения своих рисовых доходов, только в 1636 году он был награжден 4 000 коку. В 1649 году Абэ Нобумори (1584—1674) был назначен командиром Осакского замка, его доход превысил 10 000 коку и он получил статус даймё. Ему принадлежали владения в провинциях Мусаси, Сэтцу, Микаве и Симоцукэ (19 250 коку риса).
Его сын, Абэ Нобуюки (1604—1683), в 1662 году передал каждому из своих двух братьев по 1 000 коку. В 1677 году он был назначен заместителем командира в Осакском замке и получил доход в размере 3 000 коку, в результате чего его общий доход был равен 20 250 коку риса. Абэ Нобутомо (1638—1701), в 1682 году получил в награду еще 2 000 коку, но его сын Абэ Нобуминэ передал 2 000 коку своему младшему брату в 1701 году. Абэ Нобуминэ (1659—1706), 4-й даймё Окабэ-хана, также перенес резиденцию княжества в Окабэ (провинция Мусаси). Абэ Нобуката, 5-й даймё Окабэ-хана, в 1706 году пожаловал своему младшему брату 1 000 коку.
Абэ Нобуоки (1847—1895), последний (13-й) даймё Окабэ-хана (1863—1871), участвовал в подавлении восстания в Мито, но в остальном играл незначительную роль во время Войны Босин (1868—1869). Его владения в провинции Мусаси были конфискованы правительством Мэйдзи, и он переехал в Ханхару в провинции Микава (ныне город Синсиро, префектура Айти), где продолжал править оставшейся части своего княжества до ликвидации ханов в 1871 году.

## Список даймё
| #                         | Имя и годы жизни                        | Годы правления | Титул                  | Ранг                    | Кокудара                       |
| ------------------------- | --------------------------------------- | -------------- | ---------------------- | ----------------------- | ------------------------------ |
| Род Абэ (фудай) 1649—1871 |                                         |                |                        |                         |                                |
| 1                         | Абэ Нобумори (1584-1674) (яп. 安部信盛) | 1649-1662      | Сэтцу-но-ками (摂津守) | Пятый нижний (従五位下) | 19,250 коку                    |
| 2                         | Абэ Нобуюки (1604-1683) (яп. 安部信之)  | 1662-1678      | Тамба-но-ками (丹波守) | Пятый нижний (従五位下) | 19,250 ->17,250 -> 20,250 коку |
| 3                         | Абэ Нобутомо (1638-1701) (яп. 安部信友) | 1678-1701      | Сэтцу-но-ками (摂津守) | Пятый нижний (従五位下) | 20,250 -> 22,250 коку          |
| 4                         | Абэ Нобуминэ (1659-1706) (яп. 安部信峯) | 1701-1706      | Тамба-но-ками (丹波守) | Пятый нижний (従五位下) | 22,250->20,250 коку            |
| 5                         | Абэ Нобуката (1685-1723) (яп. 安部信賢) | 1706-1723      | Сэтцу-но-ками (摂津守) | Пятый нижний (従五位下) | 20,250->19,250 коку            |
| 6                         | Абэ Нобухира (1710-1750) (яп. 安部信平) | 1723-1750      | Сэтцу-но-ками (摂津守) | Пятый нижний (従五位下) | 19,250 коку                    |
| 7                         | Абэ Нобутика (1728-1799) (яп. 安部信允) | 1750-1782      | Сэтцу-но-ками (摂津守) | Пятый нижний (従五位下) | 19,250 коку                    |
| 8                         | Абэ Нобумити (1758-1822) (яп. 安部信享) | 1781-1806      | Сэтцу-но-ками (摂津守) | Пятый нижний (従五位下) | 19,250 коку                    |
| 9                         | Абэ Нобумоти (1790-1825) (яп. 安部信操) | 1806-1825      | Сэтцу-но-ками (摂津守) | Пятый нижний (従五位下) | 19,250 коку                    |
| 10                        | Абэ Нобуёри (1809-1828) (яп. 安部信任)  | 1825-1828      | Тамба-но-ками (丹波守) | Пятый нижний (従五位下) | 19,250 коку                    |
| 11                        | Абэ Нобухиса (1815-1842) (яп. 安部信古) | 1828-1842      | Сэтцу-но-ками (摂津守) | Пятый нижний (従五位下) | 19,250 коку                    |
| 12                        | Абэ Нобутака (1839-1863) (яп. 安部信宝) | 1842-1863      | Сэтцу-но-ками (摂津守) | Пятый нижний (従五位下) | 19,250 коку                    |
| 13                        | Абэ Нобуоки (1847-1895) (яп. 安部信発)  | 1863-1871      | Сэтцу-но-ками (摂津守) | Пятый нижний (従五位下) | 19,250 коку                    |